# Obed Vargas
Obed Vargas, né le 5 août 2005 à Anchorage, est un joueur américain de soccer. Il joue au poste de milieu de terrain aux Sounders de Seattle en MLS. Il remporte avec ce club la Ligue des champions de la CONCACAF en 2022.

## Biographie
Obed Vargas est né à Anchorage en Alaska. Il est d'origine mexicaine et possède la double nationalité américaine et mexicaine. Son père a joué pour l'académie des jeunes de Monarcas Morelia. Son frère cadet et ses deux sœurs jouent également au football,. 

### En club
Obed Vargas débute le soccer au Cook Inlet SC avant de déménager dans l'État de Washington où il intègre l'académie des jeunes des Sounders de Seattle,. Il joue dans l'académie pendant deux saisons avant de signer un contrat professionnel avec le Defiance de Tacoma, l'équipe réserve des Sounders, le 7 mai 2021. Deux jours plus tard, il joue son premier match en USL Championship face au Galaxy II de Los Angeles. Il sort peu après l'heure de jeu et le match se termine sur le score de 1-1.
Il fait ses débuts en MLS le 22 juillet 2021, en tant que l'un des nombreux joueurs de Tacoma Defiance appelés avec les Sounders pour un match contre l'Austin FC afin de remplacer des joueurs blessés,. À 15 ans et 351 jours, il est le troisième plus jeune joueur de l'histoire de la MLS. Il signe un contrat officiel de Homegrown Player avec les Sounders en décembre et devient un titulaire de l'équipe lors des premiers matches de la saison 2022, jouant dans deux rencontres de la Ligue des champions de la CONCACAF. L'entraîneur Brian Schmetzer décrit le style de jeu de Vargas comme similaire à celui de la première saison de Cristian Roldan, ajoutant qu'il allait « être un joueur extraordinaire pour notre club ». Il conclut sa première saison professionnelle avec vingt-et-une rencontres et une quinzième place au classement des 22 joueurs de moins de 22 ans en 2022 établi par la MLS. Il est alors présenté comme un des meilleurs espoirs des Sounders en MLS.

### En sélection
En mars 2020, Obed Vargas est sélectionné pour participer au stage de l'équipe nationale des moins de 15 ans des États-Unis. Il est appelé par l'équipe nationale des moins de 20 ans des États-Unis en janvier 2022.

## Palmarès
Sounders de Seattle
- Vainqueur de la Ligue des champions de la CONCACAF en 2022